# Хаббус аль-Музаффар
Хаббус аль-Музаффар (араб. حبوس المظفر‎; ум. 1038, Гранада) — правитель тайфы Гранада (1019—1038) из династии Зиридов.

## Биография
Происходил из берберской династии Зиридов. Стал правителем тайфы Гранада в результате мятежа берберской знати, в ходе которой был свергнут его двоюродный брат (сын Зави ибн Зири), который не был популярен у знати.
Став правителем тайфы, Хаббус показал себя как успешный правитель, реформировал армию государства и увеличил её численность. Помимо этого в его правление произошла перестройка районов Гранады и обновление городских стен.
Скончался в 1038 году; после его смерти правителем тайфы стал его сын Бадис.